# Naohito Hirai
Pour les articles homonymes, voir Hirai.
Naohito Hirai (平井 直人, Hirai Naohito) est un footballeur japonais né le 16 juillet 1978 dans l'arrondissement de Yamashina, à Kyoto.
Ce gardien de but passe toute sa carrière au Kyoto Sanga, club avec lequel il dispute 95 matchs en J-League 1 et 133 matchs en J-League 2.

## Palmarès
- Champion de J-League 2 en 2001 et 2005
- Vainqueur de la Coupe de l'Empereur en 2002